# Report (Sendung)
Report ist ein politisches Fernsehmagazin des Österreichischen Rundfunks (ORF). Der Report bietet dienstags (nach Wahlen montags) um 21:05 Uhr auf ORF 2 Hintergrundberichte zum aktuellen politischen Geschehen in Österreich und in der EU. Kritische Studiogespräche mit führenden Politikern und Experten beleuchten Hintergründe von Entscheidungen und Entwicklungen.

## Geschichte
Moderator der Sendung ist seit Mai 2025 Yilmaz Gülüm. Er ist damit Nachfolger von Susanne Schnabl, die die Sendung vom Dezember 2012 bis Dezember 2024 moderierte. Vertretungsweise präsentierte bis Februar 2025 auch der Report-Sendungsverantwortliche Wolfgang Wagner die Sendung, danach moderierte interimistisch Marie-Claire Zimmermann. Von November 2014 bis März 2015 war Susanne Schnabl in Karenz, ihre Vertretung übernahm Lou Lorenz-Dittlbacher. Seit seinem Bestehen (1984 noch unter dem alten Namen „Inlandsreport“) wurde es regulär oder vertretungsweise von zahlreichen Redakteuren moderiert, die auch aus Sendungen wie Zeit im Bild, der Pressestunde, Runder Tisch etc. bekannt sind. So auch z. B. von Peter Resetarits (ab 1987) Ingrid Thurnher oder Birgit Fenderl. Weitere Moderatoren der Sendung waren ab 1995 Helmut Brandstätter, Gabi Waldner, Gisela Hopfmüller und Claudia Reiterer. Seit Februar 2025 leitet die bisherige stellvertretende Chefredakteurin des Nachrichtenmagazins Profil, Eva Linsinger, die Sendung.
Der ORF ist, wie alle Sender, die investigativen Journalismus betreiben, Einsprüchen und Beschwerden durch Unternehmen ausgesetzt, die sich gegen unliebsame Berichterstattung zur Wehr setzen. Zuständig für derartige Beschwerden ist die KommAustria.

Die Redakteure der Sendung sind Vanessa Böttcher, Laura Franz, Emanuel Lied, Patrick Gruska, Yilmaz Gülüm, Sophie-Kristin Hausberger, Martin Pusch, Miriam Ressi und Sabina Riedl. 
Wie zuletzt am 13. Jänner 2009 wurde mit der Ausgabe vom 12. Jänner 2016 das Erscheinungsbild der Sendung geändert. Der Report wird nun aus einem neuen Studio samt neuer Titelmelodie (Signation) und geringfügig verändertem Logo gesendet.
2024 starteten die von Lisa Totzauer geleiteten ORF-Magazine den YouTube-Kanal ORF Kontext mit Beiträgen aus dem Report. 2018 lehnte die Medienbehörde KommAustria einen YouTube-Kanal des ORF noch ab. Ein neues ORF-Gesetz ermöglichte solche Channels ab 2024. Im März 2025 folgte Eva Linsinger Wolfgang Wagner als Sendungsverantwortliche nach.

## Auszeichnungen
- 2017: Walther-Rode-Preis[10]
- 2019: Robert-Hochner-Preis[11]

Logos
Logo bis Ende 2008
Logo bis Ende 2015